# 1992 CH
1992 CH är en asteroid i huvudbältet som upptäcktes den 10 februari 1992 av den japanska astronomen Nobuhiro Kawasato i Uenohara.
Asteroiden har en diameter på ungefär 7 kilometer och den tillhör asteroidgruppen Eunomia.